# Dendroscope
Dendroscope é um programa de computador interativo escrito em Java para visualização de árvore filogenéticas Este programa é projetado para ver as árvores de todos os tamanhos e é muito útil para a criação de figuras. Dendroscope pode ser usado para uma variedade de análises de conjuntos de dados moleculares mas é particularmente projetado para metagenômica ou análises de amostras ambientais não cultivadas.
Ele foi desenvolvido por Daniel Huson e seus colegas da Universidade de Tübingen na Alemanha.